# Hippoporina caribaea
Hippoporina caribaea is een mosdiertjessoort uit de familie van de Bitectiporidae. De wetenschappelijke naam van de soort is voor het eerst geldig gepubliceerd in 2005 door Winston.